# Rafael Valls
Rafael Valls Ferri (Cocentaina, 25 giugno 1987) è un dirigente sportivo ed ex ciclista su strada spagnolo. Attivo come professionista dal 2009 al 2021, vinse il Tour of Oman 2015 a tappe. Dal 2023 è direttore sportivo del Team Jayco AlUla.

## Carriera
Dopo alcune stagioni tra gli élite 2, gareggia da stagista nel 2007 e nel 2008 presso la Relax-GAM prima e la Scott-American Beef poi. Nel 2008 e nel 2009 partecipa alla prova in linea Under-23 dei campionati del mondo; nel 2008 si impone inoltre nel Circuito del Guadiana e in una tappa della Vuelta a Palencia.
Passa professionista all'inizio del 2009 con la formazione Continental Burgos Monumental-Castilla y León. L'anno dopo si trasferisce alla Footon-Servetto: con questa squadra ottiene il primo successo da professionista, in una tappa al Tour de San Luis in Argentina; partecipa inoltre al Tour de France 2010, ottenendo un secondo posto nella frazione con arrivo a Station des Rousses, e al Giro d'Italia 2011.
Nel 2012 si accasa tra le file del team Vacansoleil-DCM, dove rimane per due stagioni senza cogliere alcun risultato di rilievo. Nel 2014 si trasferisce alla Lampre-Merida e nelle due stagioni di permanenza si aggiudica una tappa e la classifica generale del Tour of Oman 2015. Nel 2016 si accasa alla squadra belga della Lotto Soudal, ma non coglie alcun risultato importante.
Nel 2018 si trasferisce al Movistar Team: l'anno successivo torna al successo vincendo la Prueba Villafranca de Ordizia. Nel biennio 2020-2021 è quindi attivo con il WorldTeam Bahrain; si ritira dall'agonismo nell'agosto 2021.
Dal 2023 è direttore sportivo del Team Jayco AlUla, svolgendo attività sia per la squadra maschile che per la controparte femminile.

## Palmarès
- 2008 (dilettanti)

Circuito del Guadiana
3ª tappa Vuelta a Palencia (Velilla > Virgen del Brezo)
- 2010 (Footon-Servetto, una vittoria)

2ª tappa Tour de San Luis (Potrero de los Funes > Mirador del Potrero)
- 2015 (Lampre-Merida, due vittorie)

4ª tappa Tour of Oman (Sultan Qaboos Grand Mosque > Jabal Al Akhdhar)
Classifica generale Tour of Oman
- 2019 (Movistar Team, una vittoria)

Prueba Villafranca de Ordizia

## Piazzamenti

### Grandi Giri
- Giro d'Italia

2011: ritirato (14ª tappa)
2013: 29º
2018: ritirato (10ª tappa)
2021: 96º
- Tour de France

2010: 53º
2012: 41º
2014: ritirato (14ª tappa)
2015: 78º
2020: non partito (2ª tappa)
- Vuelta a España

2013: 43º

### Classiche monumento
- Liegi-Bastogne-Liegi

2013: 48º
2014: 96º
2015: 65º
- Giro di Lombardia

2012: ritirato
2014: ritirato

### Competizioni mondiali
- Campionati del mondo

Varese 2008 - In linea Under-23: 85º
Mendrisio 2009 - In linea Under-23: ritirato